# Harold Cazneaux

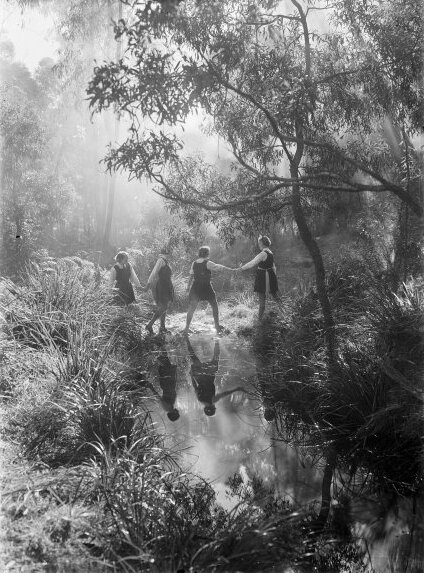
Harold Cazneaux: Studenti Frensham School ve škole, 1934

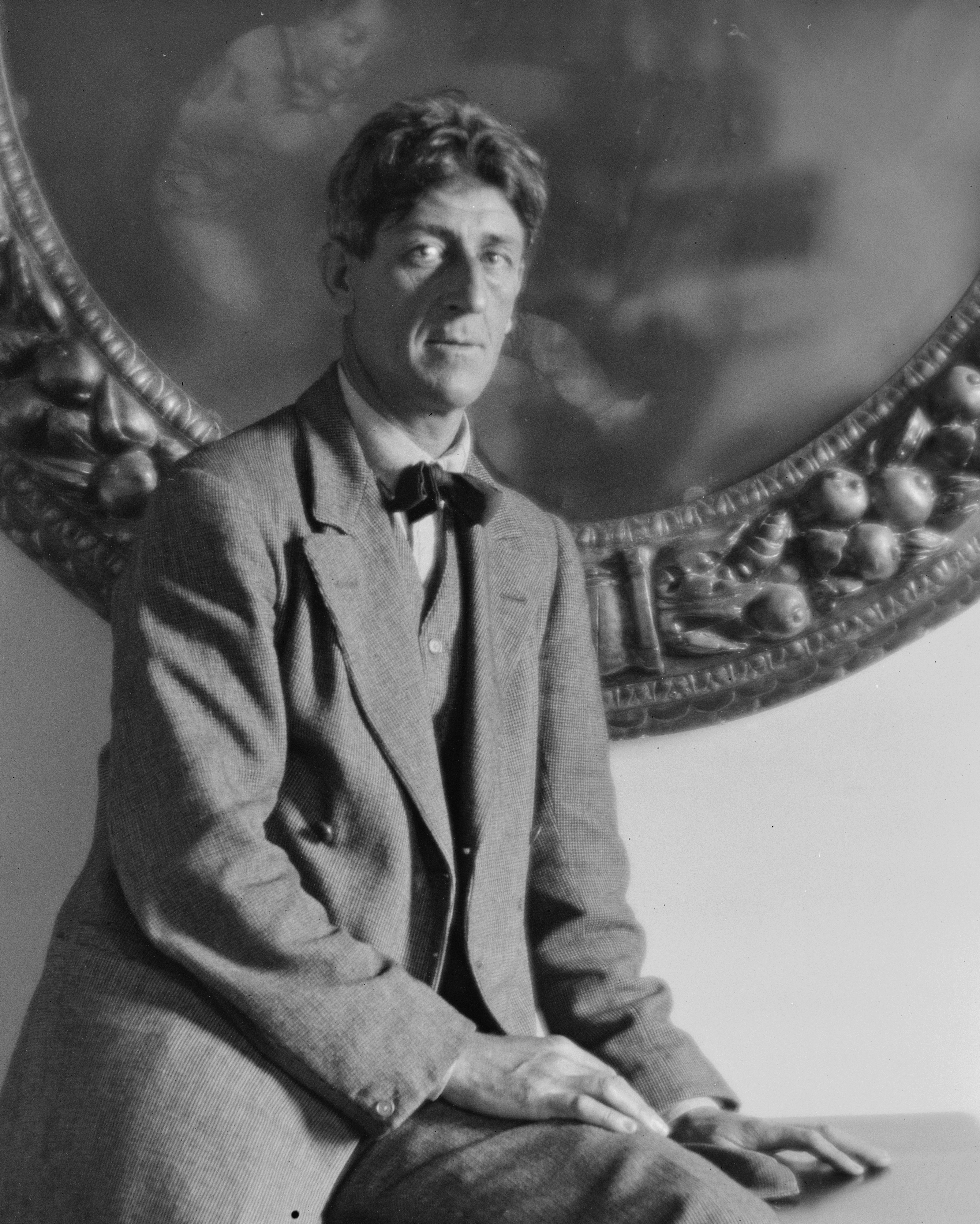
Harold Cazneaux: William Hardy Wilson; portrét architekta, umělce a spisovatele

Harold Cazneaux (30. března 1878 – 19. června 1953) byl australský piktorialistický fotograf. Byl pionýrem australské fotografie, jehož styl měl nesmazatelný vliv na vývoj historie fotografie v této zemi. Byl zakladatelem piktorialistického spolku Sydney Camera Circle, jehož "manifest" byl vypracován a podepsán 28. listopadu 1916. To znamenalo založení skupiny, která obsahovala šest fotografů: Cecil Bostock, James Stening, W. S. White, Malcolm McKinnon a James Paton, (později spojovaný s Henri Mallardem). Tito muži se zavázali "pracovat a zkvalitňovat piktorialistickou fotografii a reprezentovat Austrálii ve světle slunečním, a nikoli v šedi a ponurých stínech". Skupina následovala kroky a inspirovala se piktorialistickými spolky v zahraničí jako například The Linked Ring, Photo Club de París a Fotosecese, její členové pořádali výstavy a šířili pojetí fotografie jako umění. V roce 1922 byl zvolen jejím prvním prezidentem.
Jako pravidelný účastník národních i mezinárodních výstav měl Cazneaux neutuchající touhu přispívat do diskuse o fotografii své doby. Sám vytvořil některé nejpamátnější snímky z počátku dvacátého století.

## Život a dílo
Harold Pierce Cazneau (písmeno "x" ke svému příjmení přidal v roce 1904 aby zdůraznil svůj hugenotský původ) se narodil ve Wellingtonu na Novém Zélandu australským rodičům, kteří se po několika letech vrátili domů. Jeho matka byla Emily Florence Cazneau a otec Pierce Mott Cazneau, kteří byli oba fotografové.
Celou řadu let byly Cazneauovy printy vystavovány na výstavách pořádaných Londýnským Salonem fotografie (London Salon of Photography, 1911-1952), později převzaté a pořádané výročními výstavami Královské fotografické společnosti Velké Británie. Kromě celé řady ocenění byl v roce 1937 prvním Australanem s uděleným čestným členstvím v této společnosti.
Cazneaux byl kromě fotografování také plodný redaktor. Jako dopisovatel pro Photograms of the Year (Velká Británie) po více než dvacet let působil jako zástupce australských fotografie pro celý svět. Byl oficiálním fotografem pro magazín The Home v letech 1920 až 1941. Měl pověření fotografovat pro řadu publikací Ure Smitha, včetně Sydney Surfing (1929), The Bridge Book (1930), The Sydney Book (1931) nebo The Australian Native Bear Book (1932).
Výstava Harold Cazneaux: artist in photography v galerii Art Gallery of New South Wales v červnu a červenci 2008 obsahovala více než 100 jeho ikonických děl křížem krážem jeho tvorbou jako byly například krajiny, portréty lidí a výtvarníků, snímky z přístavu a měst.
Jeho snímek dětí na kolotoči byl přetištěn na poštovní známce připomínající 150 let fotografie v Austrálii v roce 1991.

## Galerie

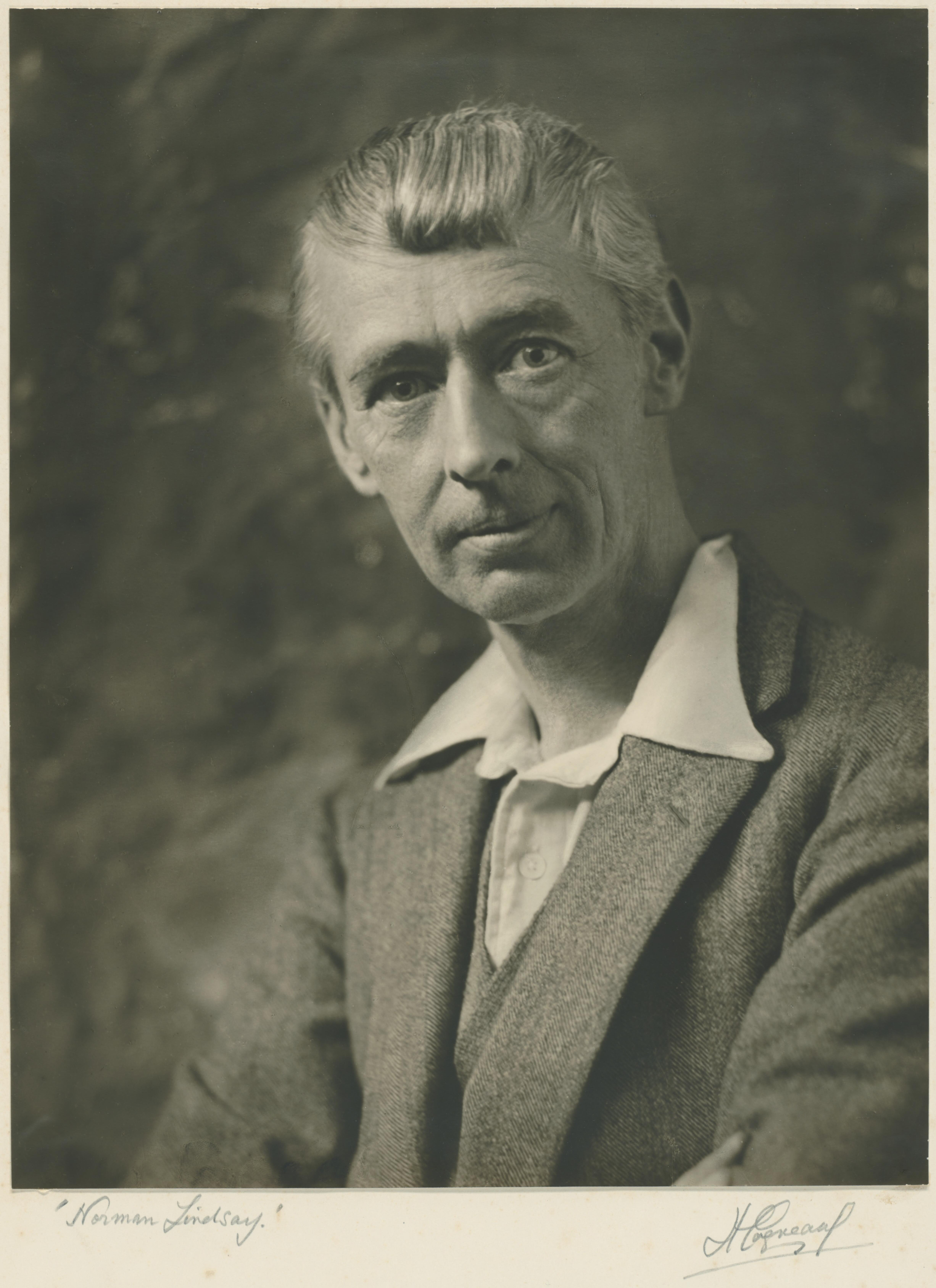
Harold Cazneaux: Norman Lindsay, 1931
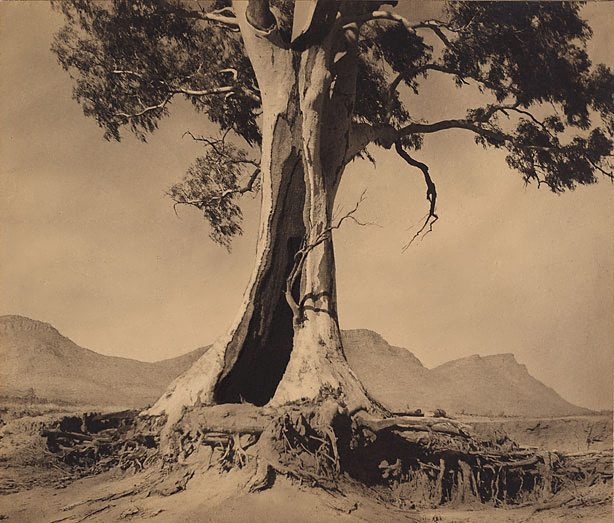
Harold Cazneaux: Strom na Wilpena ve Flinders Ranges v jižní Austrálii. Strom stále stojí a je znám jako Cazneaův strom, 1937
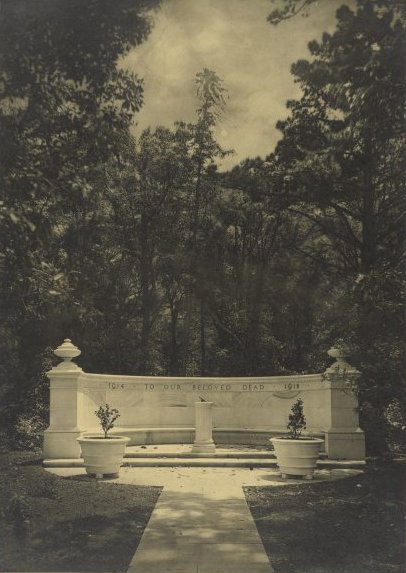
Harold Cazneaux: Válečný památník Newington College War Memorial, který navrhl: William Hardy Wilson
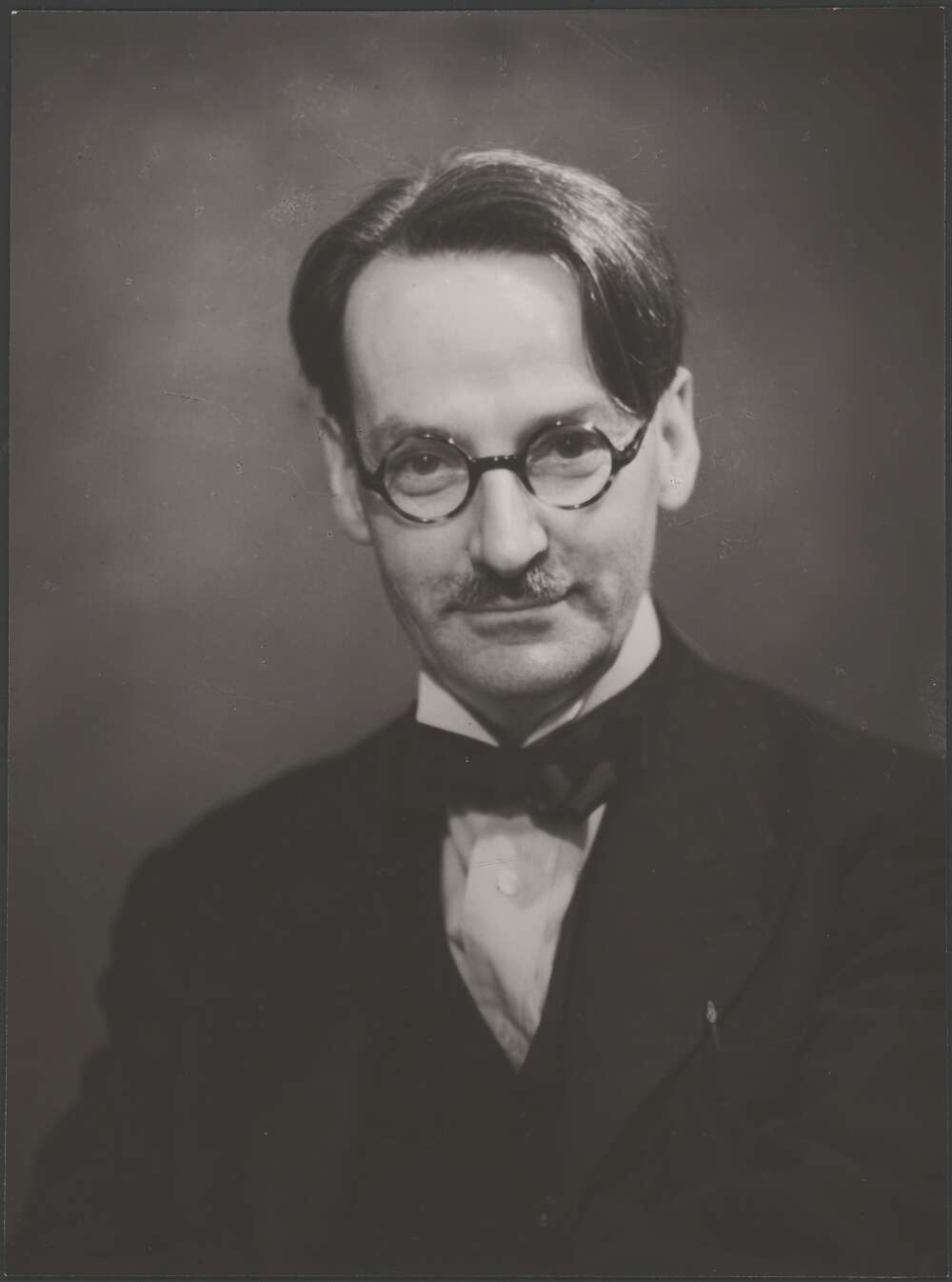
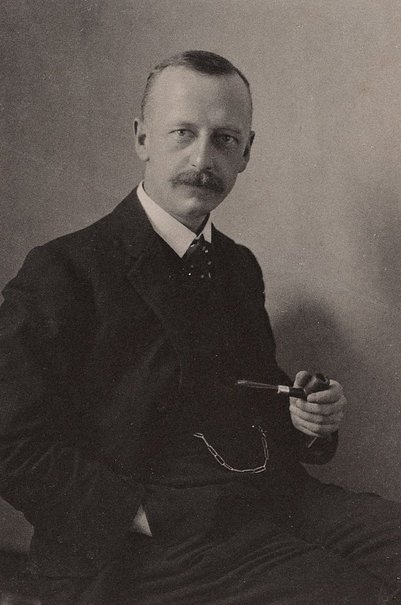
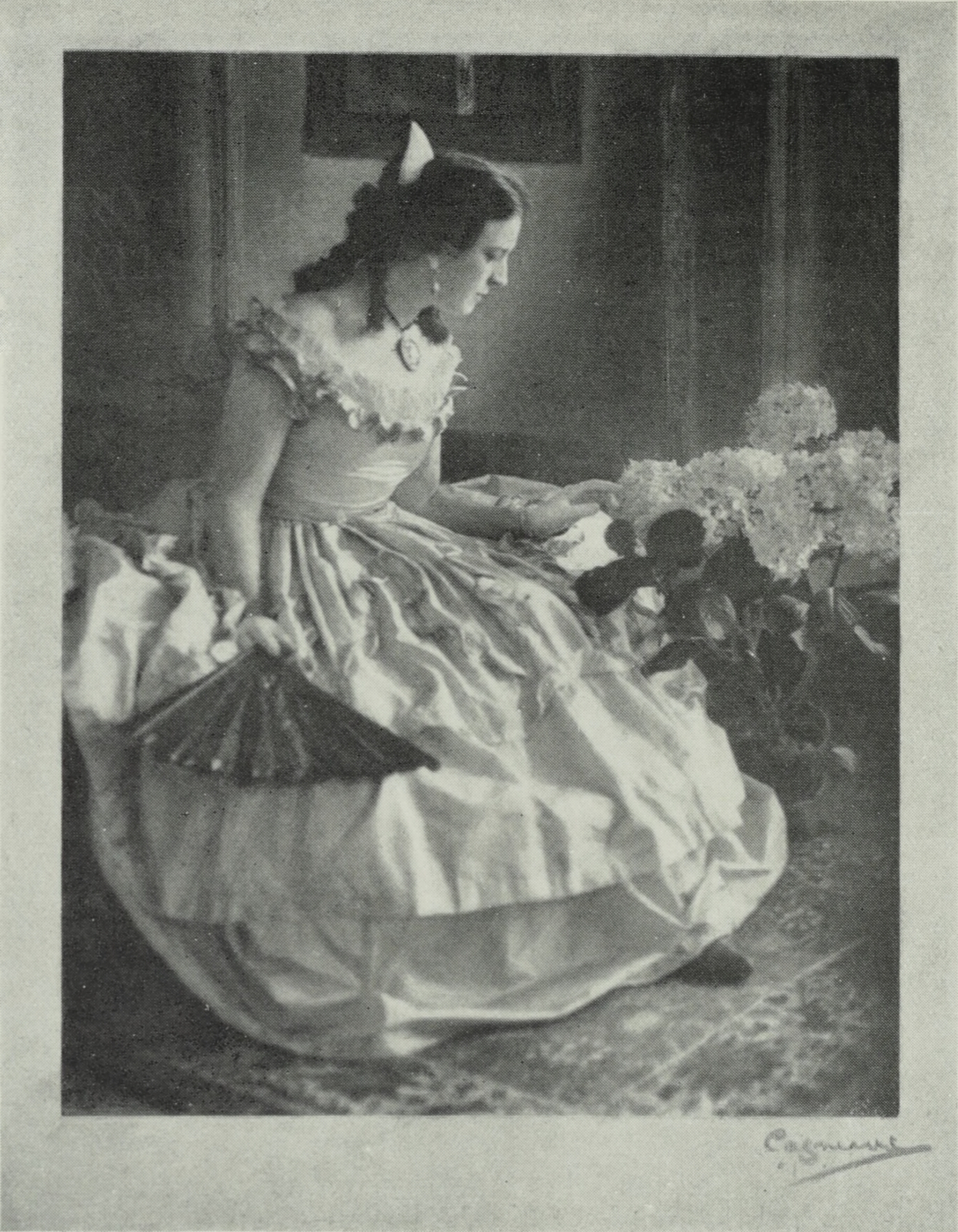
Zpěvačka Edna Thomas
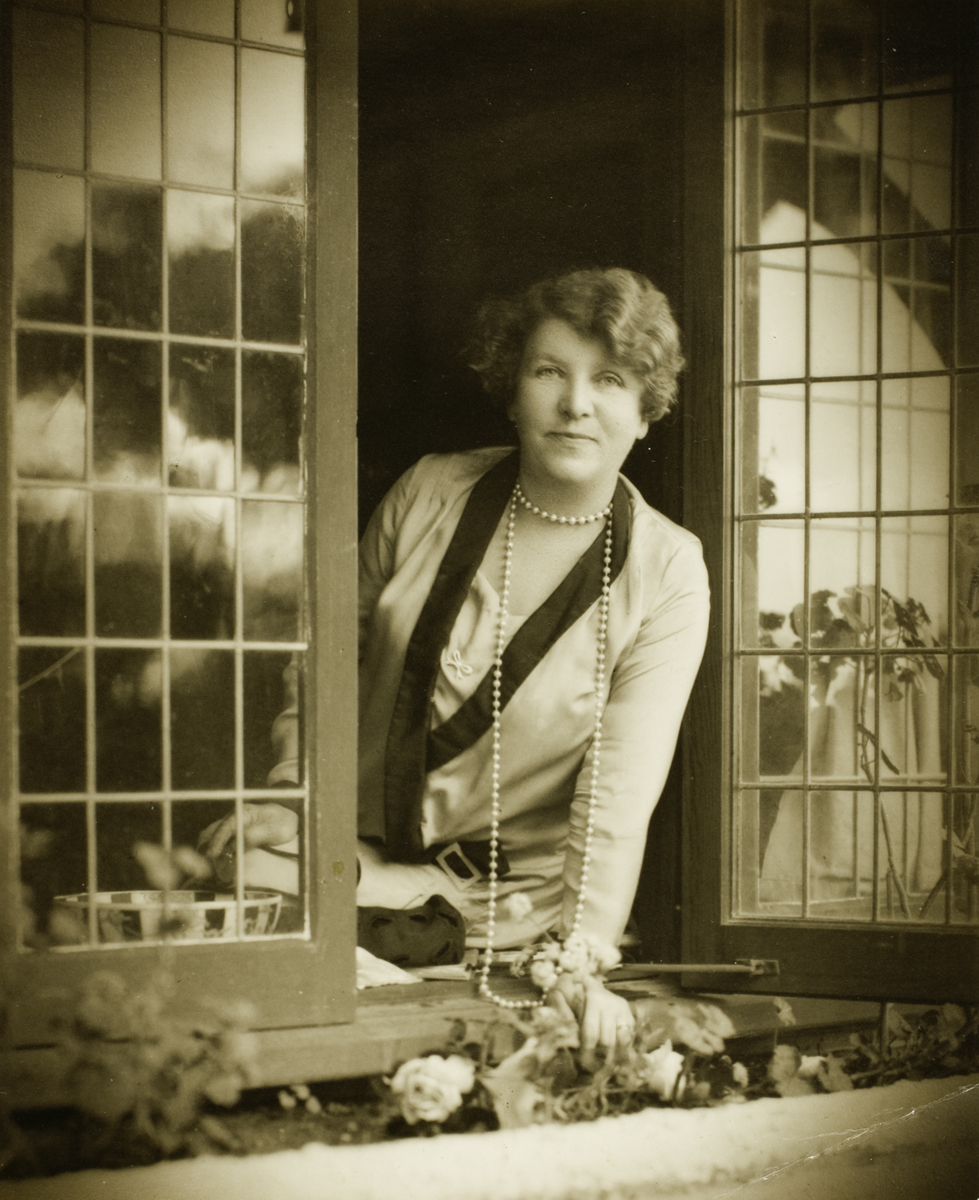
Ethel Turner
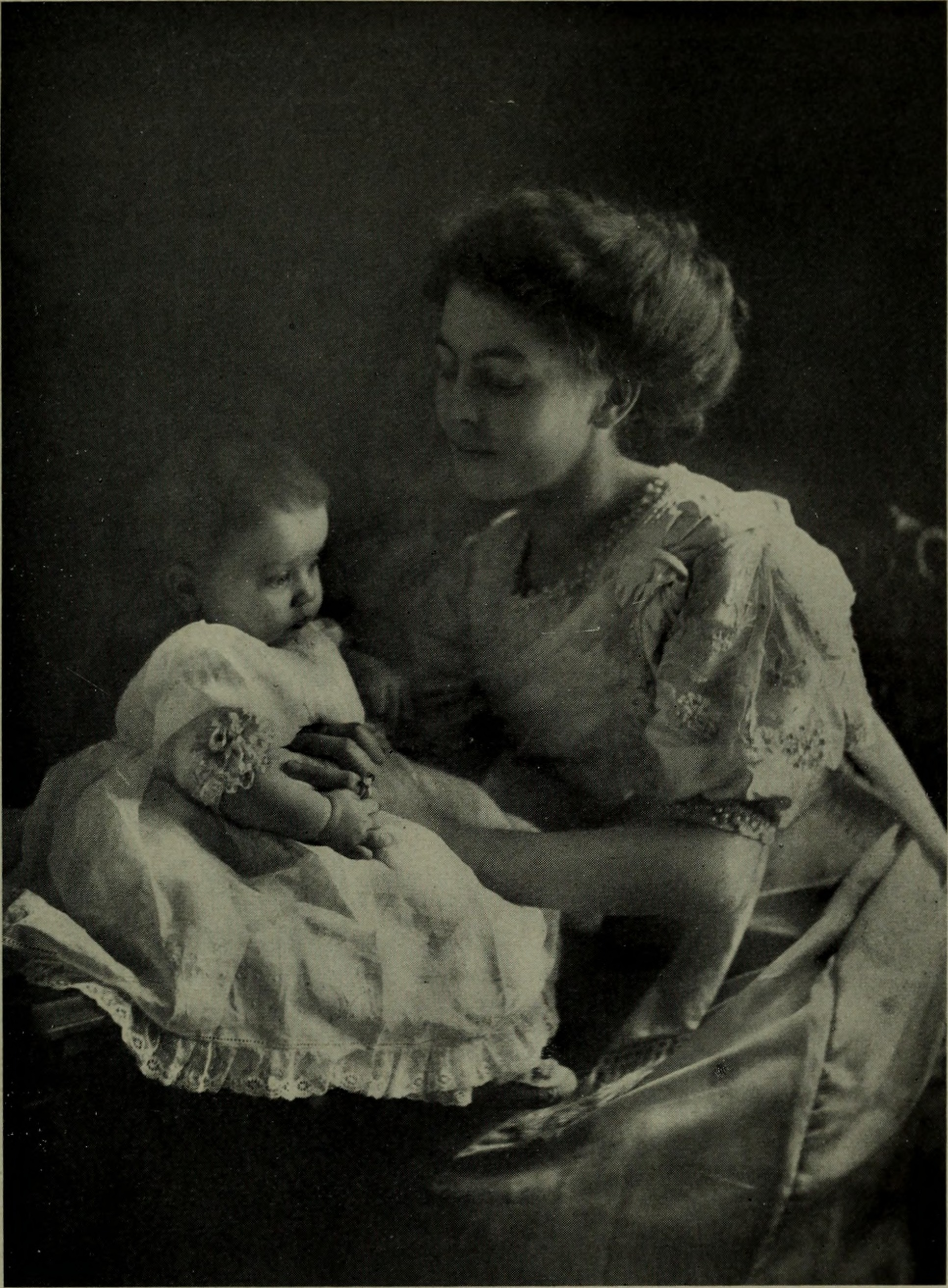
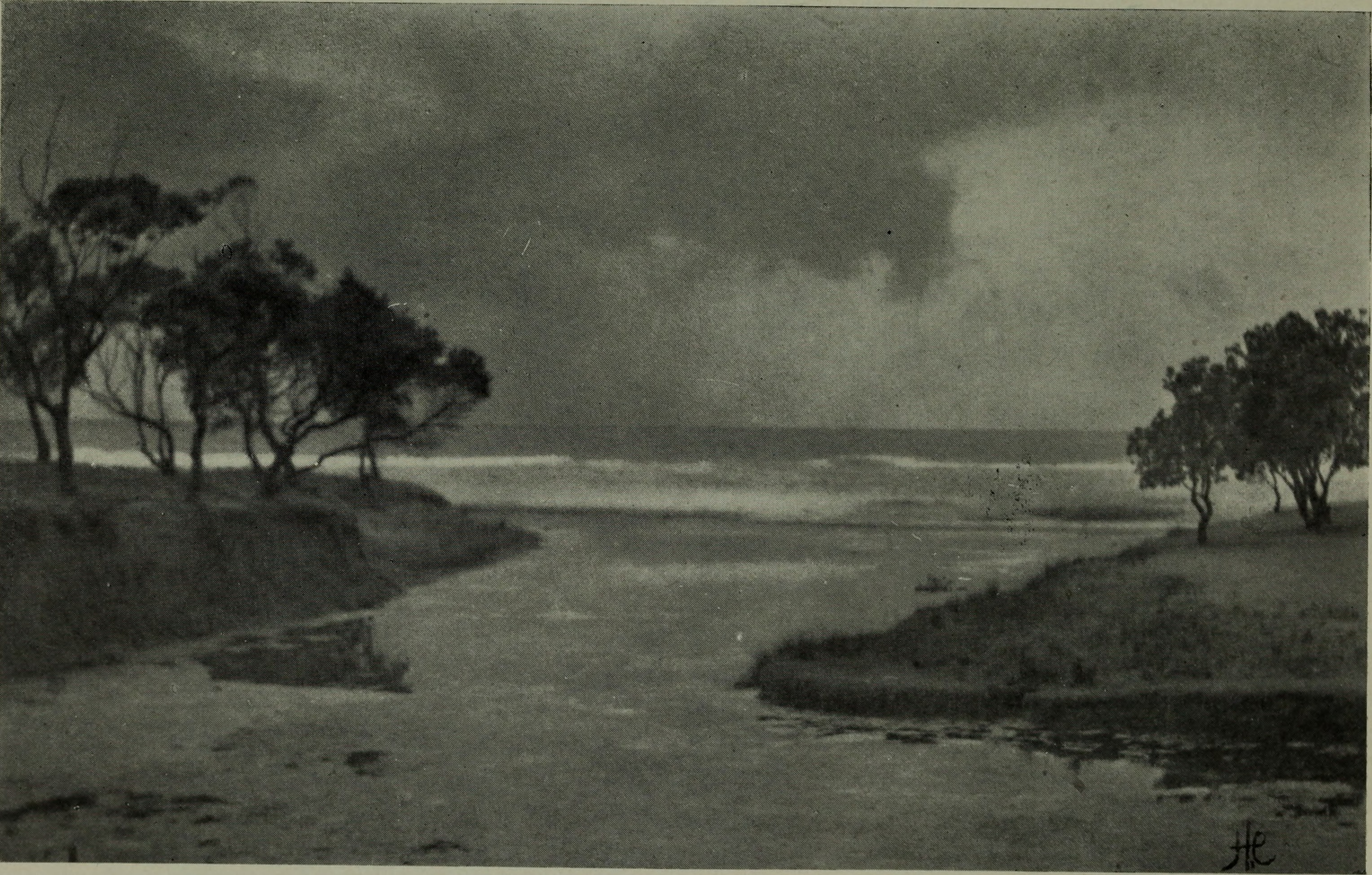
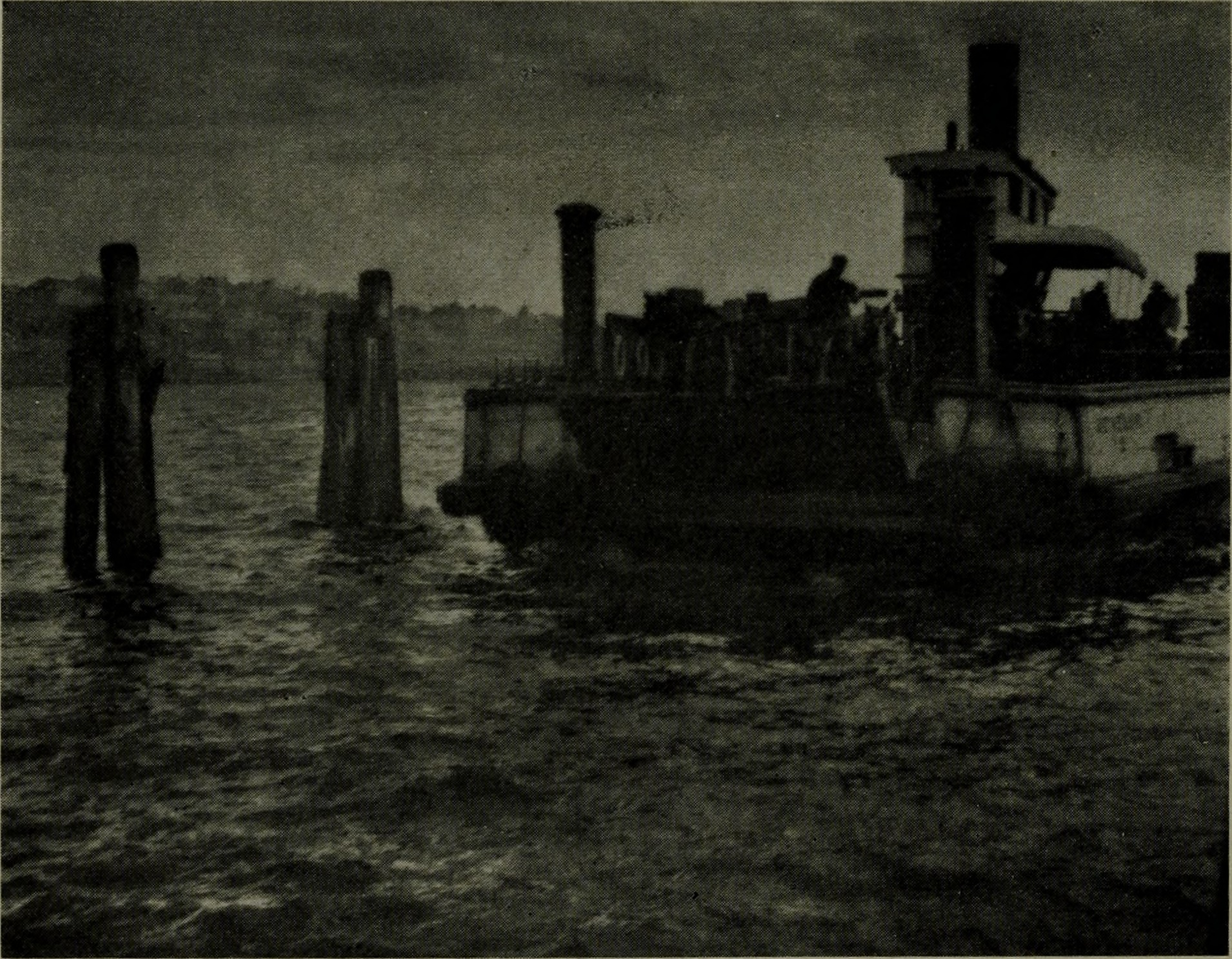
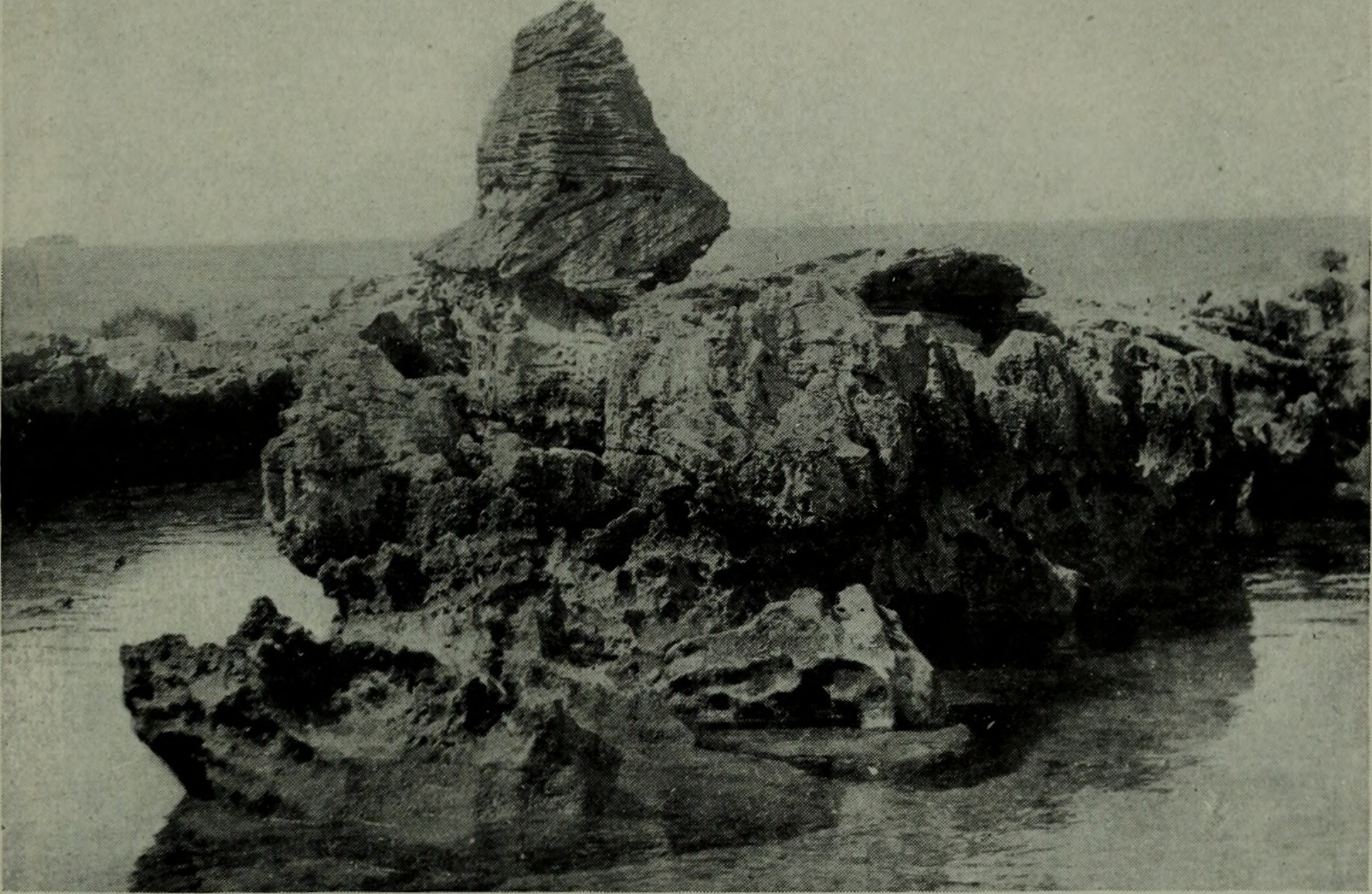
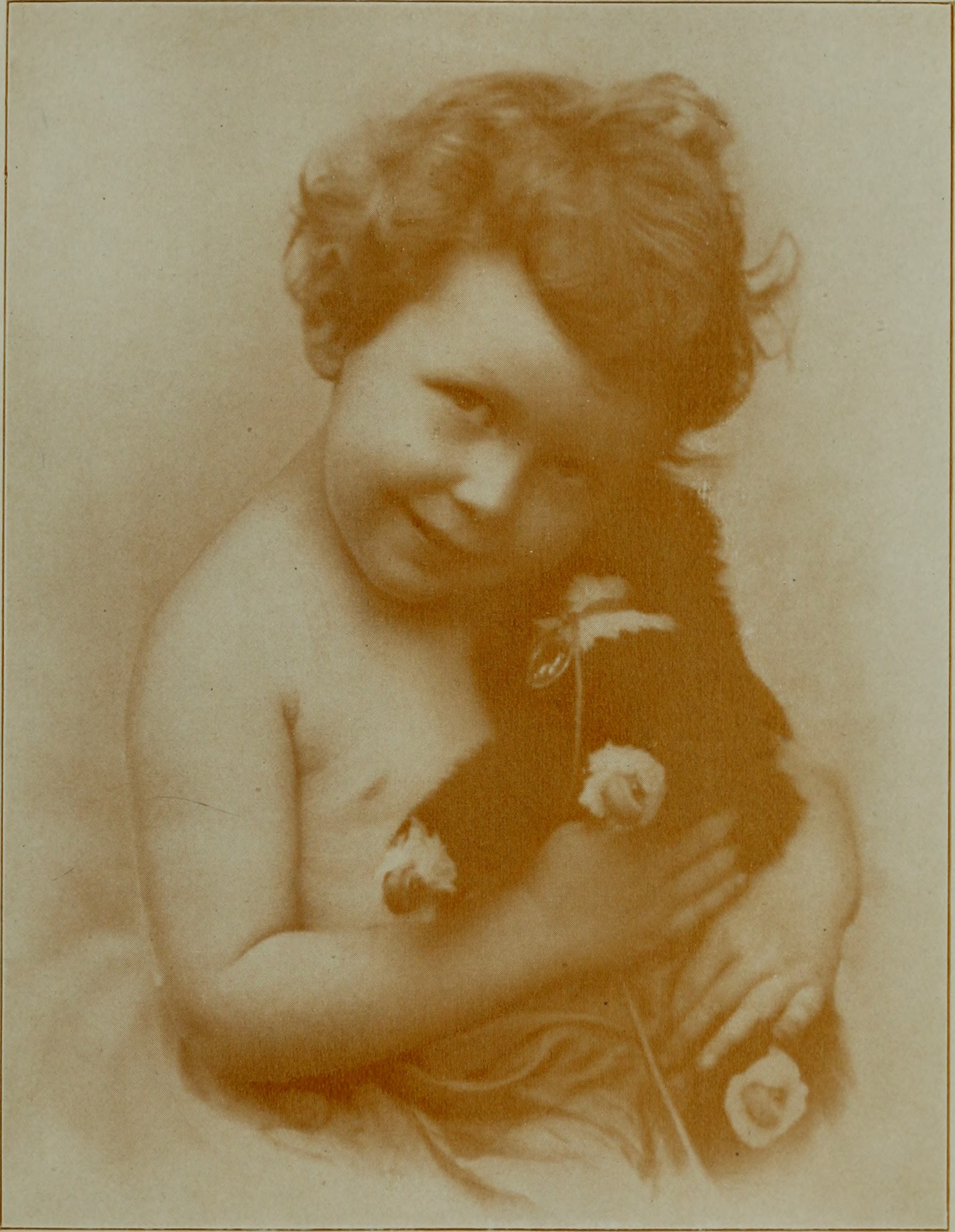
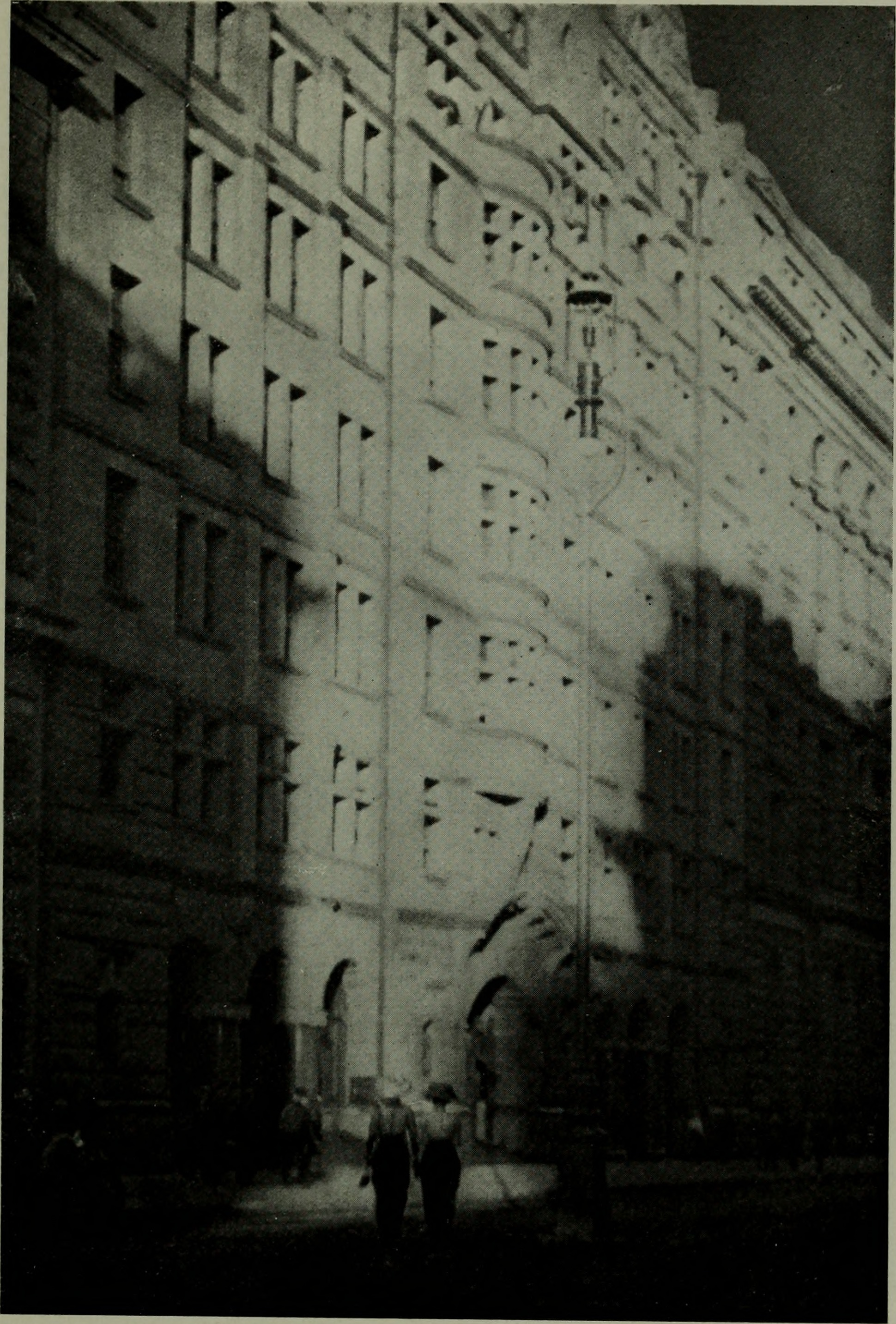
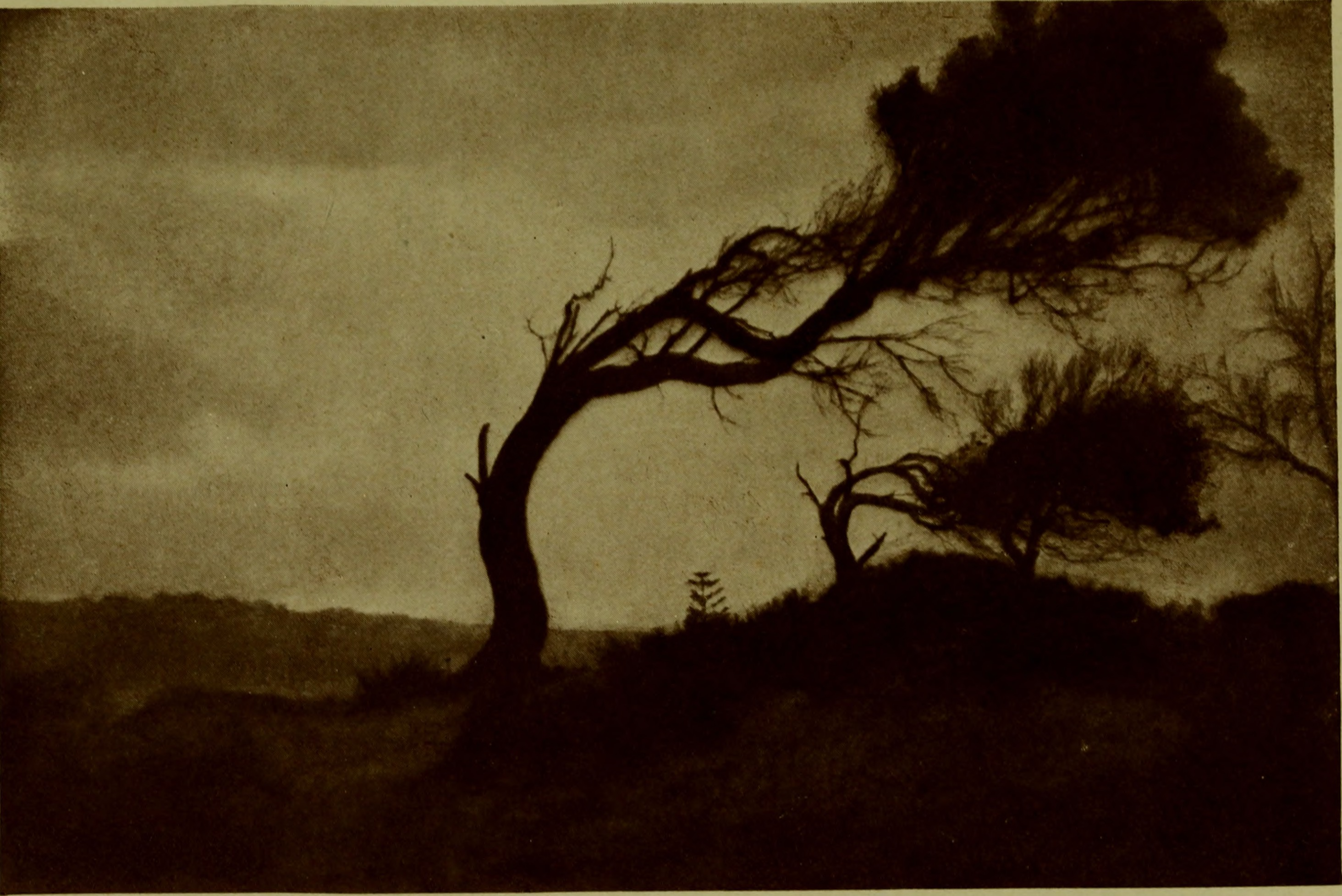